# Conseil culturel allemand
Le Conseil culturel allemand ou Deutsche Kulturrat e.V. est l'organisation faîtière des associations culturelles allemandes.
Il se considère comme un point de contact avec la politique et l'administration du gouvernement fédéral, les États fédéraux et l'Union européenne pour toutes les questions de politique culturelle qui concernent les différentes branches du Conseil culturel allemand.

## Histoire
L'association est fondée en 1981 en tant que groupe de travail politiquement indépendant des organisations de politique culturelle et médiatique et d'institutions d'importance nationale. En 1995, le groupe de travail se donne une structure fixe et plus efficace d'une association à but non lucratif.
En 1981,le Conseil culturel se définit comme une « organisation faîtière d'organisations faîtières ». Deux décennies plus tard, elle est l'organisation faîtière reconnue des associations culturelles fédérales.
En juillet 2012, l'association publie dans l'organe Politik & Kultur la première édition de la liste rouge de la culture afin de faire connaître publiquement les institutions culturelles menacées ou fermées telles que les théâtres, les musées, les initiatives, les clubs, les programmes ou les salles de cinéma.

## Structure
L'association s'appuie sur huit subdivisions selon des sections spécifiques, soit un total de 246 associations fédérales.
MusiqueDeutscher Musikrat : ARD, Bundesverband Musikindustrie, Deutsche Chorjugend, Deutscher Tonkünstlerverband, Verband deutscher Musikschulen, Deutsche Orchestervereinigung ainsi que de nombreuses associations liées à des instruments de musique ;
arts vivants et danseRat für darstellende Kunst und Tanz : Allgemeiner Deutscher Tanzlehrerverband, Bundesverband Freier Theater, Bundesarbeitsgemeinschaft Spiel und Theater, Deutscher Bühnenverein, Deutscher Bundesverband Tanz, Genossenschaft Deutscher Bühnen-Angehöriger, Vereinigung deutscher Opernchöre und Bühnentänzer ;
LittératureDeutsche Literaturkonferenz : Bibliothek & Information Deutschland, Association allemande du commerce du livre (de), Deutsche Akademie für Sprache und Dichtung, Deutscher Literaturfonds, Deutscher Übersetzerfonds, Stiftung Lesen ;
Arts plastiquesDeutscher Kunstrat : Bundesverband Bildender Künstlerinnen und Künstler, Bundesverband Deutscher Galerien und Kunsthändler, Bundesverband Deutscher Stiftungen, Bundesverband Kunsthandwerk, Société allemande de photographie, Deutscher Künstlerbund, Deutscher Museumsbund ;
PatrimoineRat für Baukultur und Denkmalkultur : Ligue des architectes allemands (de), Bund Deutscher Innenarchitekten, Bund Deutscher Landschaftsarchitekten, Architektenkammer, Ingenieurkammer, Bundesstiftung Baukultur, Deutsche Akademie für Städtebau und Landesplanung, Deutsche Gesellschaft für Gartenkunst und Landschaftskultur, Fondation allemande pour la protection des monuments, Deutscher Verband für Archäologie, Europa Nostra Deutschland, Deutsches Nationalkomitee von ICOMOS, Schlösser und Gärten in Deutschland, Fondation des châteaux et jardins prussiens de Berlin-Brandebourg, Verband der Restauratoren, Verband Deutscher Architekten- und Ingenieurvereine, Vereinigung der Landesdenkmalpfleger, Vereinigung freischaffender Architekten Deutschlands, Vereinigung für Stadt-, Regional- und Landesplanung, Zentralverband des Deutschen Handwerks ;
DesignDeutscher Designertag, l'association faîtière, principalement huit associations membres ;
Cinéma, radio et audiovisuelSektion Film, Rundfunk und Audiovisuelle Medien : Arbeitsgemeinschaft Dokumentarfilm, ARD, Bundesverband Schauspiel, Die Filmschaffenden, GAME Bundesverband der deutschen Games-Branche, Spitzenorganisation der Filmwirtschaft, ZDF ;
Milieu associatifRat für Soziokultur und kulturelle Bildung : Bund Deutscher Kunsterzieher, Bundesvereinigung Kulturelle Kinder- und Jugendbildung, Deutscher Volkshochschul-Verband, Gewerkschaft Erziehung und Wissenschaft, Kulturpolitische Gesellschaft ;
Chacune de ces huit sections indépendantes est représentée à l'assemblée générale et à la réunion des délégués du Conseil culturel allemand. Le président est élu pour deux ans.
Le directeur général (depuis mars 1997: Olaf Zimmermann) coordonne le travail de l'association et met en œuvre les résolutions du comité exécutif, du plénum et du conseil des délégués. Il maintient des contacts avec la politique et l'administration et développe des projets. Les experts des comités spécialisés du Conseil culturel allemand élaborent des recommandations et des déclarations qui identifient les problèmes de politique culturelle et médiatique et identifient des perspectives d'action.
Le Conseil culturel allemand est membre du Mouvement européen-Allemagne.

## Kulturgroschen
Depuis 1992, l'association honore des personnalités ou des instituts qui ont apporté une contribution exceptionnelle à la culture allemande. Le Kulturgroschen est le prix le plus élevé décerné par le Conseil culturel allemand pour l'engagement culturel.
- 1992 : Sieghardt von Köckritz, chef de département Culture au ministère fédéral de l'Intérieur
- 1993 : Regine Hildebrandt, ministre du travail et des affaires sociales du Land de Brandebourg
- 1994 : Colette Flesch, directrice générale de la culture et de l'éducation de la Commission européenne
- 1995 : 3sat
- 1996 : Ruhrfestspiele Recklinghausen
- 1997 : Hannelore Jouly, directrice de la bibliothèque de Stuttgart
- 1998 : Klaus Maurice, secrétaire générale de la Kulturstiftung der Länder
- 1999 : Klaus Staeck, président de l'académie des beaux-arts de Berlin
- 2000 : Rita Süssmuth, présidente du Bundestag
- 2001 : Karl Ganser, directeur de l'Internationale Bauausstellung Emscher Park (Ganser n'accepte pas le trophée en signe de protestation contre la destruction de la centrale électrique de Vockerode.)
- 2002 : Bernhard von Loeffelholz
- 2003 : William Forsythe, directeur du ballet de Francfort
- 2004 : Johannes Rau, président fédéral
- 2006 : Daniel Barenboim, directeur musical du Berliner Lindenoper
- 2007 : Fritz Pleitgen, ancien directeur de la Westdeutschen Rundfunks
- 2008 : Klaus-Dieter Lehmann, président de la Stiftung Preußischer Kulturbesitz et du Goethe-Institut
- 2009 : Edgar Reitz, auteur, réalisateur
- 2010 : Erich Loest, écrivain
- 2011 : Wolfgang Huber, théologien
- 2012 : Ernst Elitz, ancien directeur de DeutschlandRadio
- 2014 : Bernd Neumann, secrétaire pour la culture de la CDU et ancien délégué du gouvernement fédéral pour la Culture et les Médias : récompensé en 2013, il n'avait pas pu prendre son prix à cause d'une maladie.
- 2015 : Juli Zeh, écrivain
- 2016 : Wolfgang Thierse, ancien président du Bundestag
- 2017 : Petra Roth
- 2018 : Norbert Lammert

## Source de la traduction
- (de) Cet article est partiellement ou en totalité issu de l’article de Wikipédia en allemand intitulé « Deutsches Fernsehballett » (voir la liste des auteurs).